# Glioxilato reductasa
La glioxilato reductasa (EC 1.1.1.26), aislada por primera vez de las hojas de espinaca, es una enzima que cataliza la reducción del glioxilato a glicolato, utilizando el cofactor NADH o NADPH.
El nombre sistemático de esta clase de enzimas es glicolato:NAD+oxidorreductasa. Otros nombres de uso común incluyen NADH-glioxilato reductasa, ácido glioxílico reductasa y glioxilato reductasa dependiente de NADH.

## Estructura
Se ha publicado la estructura cristalina de la enzima glioxilato reductasa del arqueón hipertermófilo Pyrococcus horiskoshii OT3. La enzima existe en forma dimérica. Cada monómero tiene dos dominios: un dominio de unión al sustrato donde se une el glioxilato, y un dominio de unión al nucleótido donde se une el cofactor NAD(P)H.

## Mecanismo

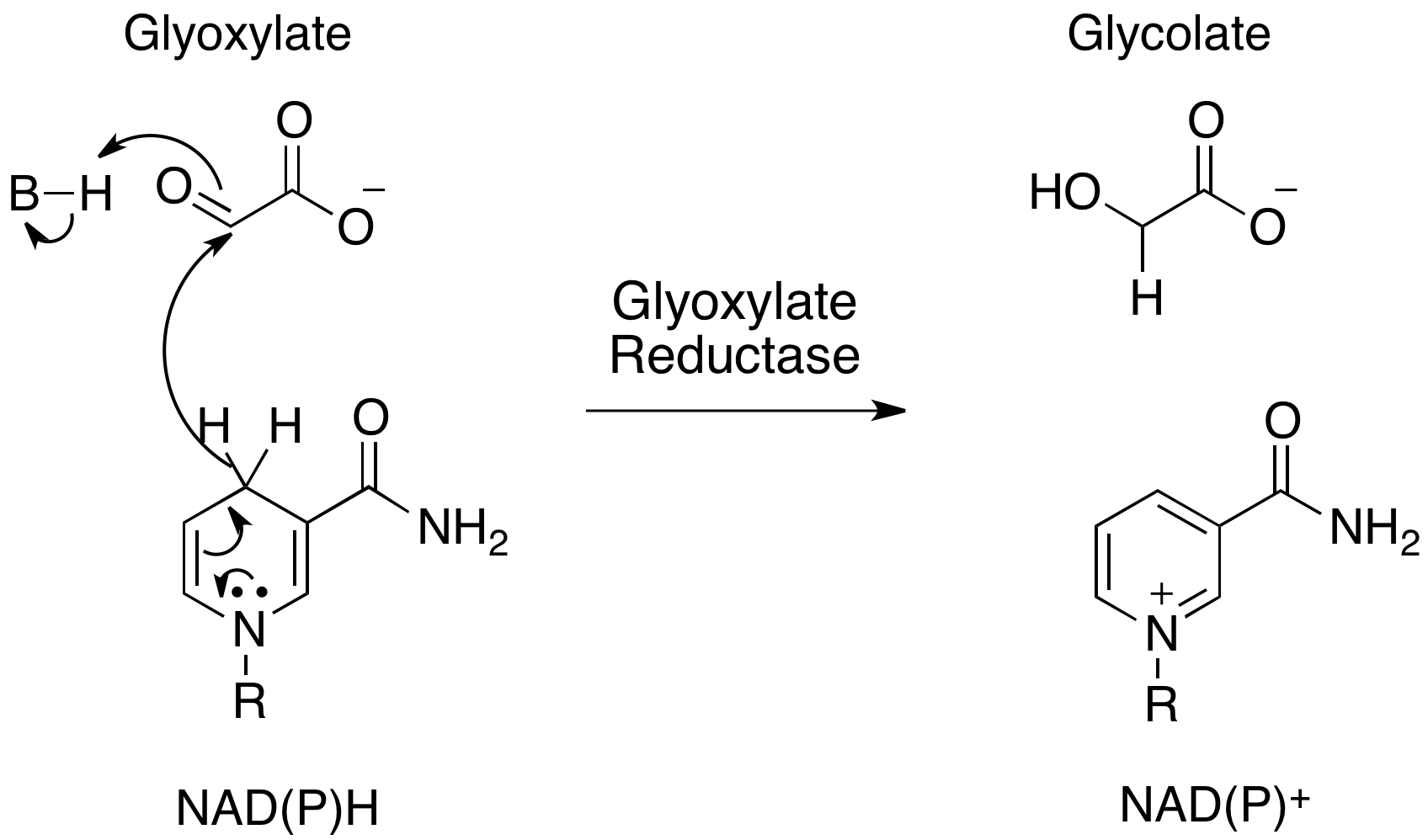
Figura 2: El mecanismo para la conversión de glioxilato y NAD (P) H en glicolato y NAD (P) ^{+}

La enzima cataliza la transferencia de un hidruro del NAD(P)H al glioxilato, provocando una reducción del sustrato a glicolato y una oxidación del cofactor a NAD(P)+. La figura 2 muestra el mecanismo de esta reacción.
Se cree que los dos residuos Glu270 e His288 son importantes para la función catalítica de la enzima, mientras que se cree que el residuo Arg241 es importante para la especificidad del sustrato. 

## Función
La enzima glioxilato reductasa se localiza en el citoplasma celular de las plantas. Puede usar tanto NADPH como NADH como cofactor, pero prefiere NADPH. El sustrato enzimático, glioxilato, es un metabolito en la fotorrespiración de las plantas y se produce en el peroxisoma . El glioxilato es importante en la célula vegetal ya que puede desactivar a RuBisCO e inhibir su activación. Por lo tanto, los niveles de glioxilato son importantes para regular la fotosíntesis.
Se considera que la enzima es un transportador de glioxilato-glicolato que ayuda a eliminar el exceso de equivalentes reductores de la fotosíntesis. Esto se ve apoyado por los siguientes hallazgos (1) la biosíntesis de glicolato en los cloroplastos es mayor a bajas concentraciones de CO2, (2) la enzima es bastante específica para el cofactor NADPH, que es un producto final de la transferencia de electrones en los cloroplastos durante la fotosíntesis, y (3) cuando los cloroplastos aislados se exponen a la luz, absorben el glioxilato y lo reducen, pero no absorben el glicolato.
Debido a la relación entre los niveles de glioxilato y la fotosíntesis, un aumento de los niveles de glioxilato indica que la planta está bajo estrés. A medida que los niveles de glioxilato siguen aumentando, pueden perjudicar a la planta al (1) reaccionar con el ADN, (2) oxidar los lípidos de la membrana, (3) modificar las proteínas y (4) aumentar la transcripción de los genes relacionados con el estrés en la planta. Esto pone de manifiesto la importancia de la glioxilato reductasa, ya que ayuda a mantener sanas las células vegetales y desintoxica la célula reduciendo los niveles de glioxilato. En ausencia de la enzima, los efectos secundarios del aumento de la actividad del glioxilato pueden causar problemas celulares y de desarrollo en la planta.
La glioxilato reductasa puede utilizarse como herramienta para estudiar el metabolismo fotorrespiratorio del carbono en las hojas de las plantas. Dichos estudios pueden llevarse a cabo utilizando acetohidroxamato y aminooxiacetato, que se ha descubierto que inhiben la actividad de la glioxilato reductasa. Estos inhibidores no son totalmente específicos, pero proporcionan una inhibición totalmente reversible de la enzima, por lo que constituyen una herramienta flexible para los estudios metabólicos en las plantas.

## Relevancia de la enfermedad
Se ha identificado una proteína humana, la GRHPR, que presenta actividades tanto de glioxilato como de hidroxipiruvato reductasa. La secuencia de ADN de esta proteína es hasta un 30% similar a la secuencia de las reductasas de hidroxipiruvato y glioxilato encontradas en una serie de especies vegetales y microbianas.
GRHPR es una proteína importante en el cuerpo humano, ya que convierte el subproducto metabólico glioxilato en el glicolato menos reactivo. La función reducida de la enzima provoca una acumulación de glioxilato en el hígado y, a su vez, provoca un aumento de los niveles de oxalato en la orina.
La función enzimática reducida puede ser causada por un trastorno autosómico recesivo hereditario conocido como hiperoxaluria primaria tipo II (PH2). Esta condición puede causar nefrolitiasis (cálculo renal), nefrocalcinosis e insuficiencia renal .

## Relevancia industrial
La glioxilato reductasa utiliza el NAD(P)H para reducir un oxoácido (glioxilato) a su correspondiente α-hidroxiácido (glicolato). Esta clase de reacciones ofrece una oportunidad para la síntesis de hidroxiácidos quirales. Estos productos son interesantes para la síntesis de productos farmacéuticos, como los compuestos contra la obesidad y las penicilinas semisintéticas.

## Evolución
El glioxilato es un componente importante del ciclo del glioxilato, una variante del ciclo del ácido cítrico, mediante el cual la acetil-CoA se convierte en succinato y luego en otros carbohidratos en plantas, bacterias, protistas y hongos. Se han realizado estudios para rastrear los genes de las enzimas del ciclo del glioxilato hasta los animales. Los estudios han demostrado que estos genes están de hecho presentes en animales, pero la redistribución de los genes sugiere que (1) estos genes codifican otras enzimas que participan en el ciclo del glioxilato, pero no son ortólogos de las enzimas conocidas en el ciclo, o (2) los animales han desarrollado una nueva función para estas enzimas que aún no se han caracterizado.